# Residencial del Bosque 1
El Residencial del Bosque 1 es un edificio ubicado en Rubén Dario #97, colonia Bosque de Chapultepec, alcaldía Miguel Hidalgo en la Ciudad de México,  Cuando finalizó su construcción formó parte de los nuevos edificios construidos a mediados de la década de 1990, junto con Torre Mural, Torre Altus, Torre Reforma Axtel, Torre Arcos Bosques Corporativo, Torre de Polanco.
El arquitecto de la torre fue el argentino César Pelli, quien también fue el arquitecto de su torre gemela y que también trabajó en el diseño de la Torre Libertad.

## La forma
- Su altura es de 128 metros y tiene 30 pisos y 2 Sótanos

- La altura de piso a techo es de 3.65 m.

## Detalles importantes
- Su construcción comenzó en 1990 y finalizó en septiembre de 1996, cuando finalizó esta se convirtió en la undécima más alta de la Ciudad de México y en la cuarta más alta de Polanco.

- Es conocida también como una de las Torres Gemelas Polanco, debido a la torre de idéntica factura que se encuentra a su costado.

- Se encuentra a tan solo unos metros del Bosque y lago de Chapultepec.

- Cuenta con 4 ascensores, tres de ellos son para el uso de los inquilinos, y uno para el área de servicio que se mueven a una velocidad de 2.5 metros por segundo.

- Se le considera uno de los rascacielos más seguros de Polanco junto con Residencial del Bosque 2 (Torre gemela 2), el Hotel Presidente y el Hotel Nikko México.

- Su uso es exclusivamente residencial.

- Tiene 75 departamentos.

- El principal material de construcción que se utilizó fue el hormigón reforzado.

- Debido a la zona medianamente peligrosa en la que se encuentra el edificio, fue equipado con 20 amortiguadores sísmicos a largo de toda su estructura y cuenta con 60 pilotes de concreto que penetran a una profundidad de 35 metros de profundidad. El edificio puede soportar un terremoto de 8.5 en la escala de Richter.

- Ha soportado tres temblores a lo largo de su historia: el primero en 2003 que midió 7.6 en la escala de Richter, el segundo el 13 de abril de 2007 que midió 6.3 en la escala de Richter y tercero, el trágico 19 de septiembre de 2017.

- Es considerado un edificio inteligente, debido a que el sistema de luz es controlado por un sistema llamado B3, al igual que el de Torre Mayor, Torre Ejecutiva Pemex, World Trade Center México, Torre Altus, Arcos Bosques, Arcos Bosques Corporativo, Torre Latinoamericana, Edificio Reforma 222 Torre 1, Haus Santa Fe, Edificio Reforma Avantel, Reforma 222 Centro Financiero , Residencial del Bosque 2, Torre del Caballito, Torre HSBC, Panorama Santa fe, City Santa Fe Torre Ámsterdam, Santa Fe Pads, St. Regis Hotel & Residences, Torre Lomas.

- Ha acuñado popularmente el sobrenombre de "Coruscant" en referencia al planeta del mismo nombre en la serie ficticia Star Wars debido a su particular estilo arquitectónico.

## Datos clave
- Altura- 128 metros.
- Área Total- 47,000 metros cuadrados.
- Pisos- 14 niveles subterráneos de estacionamiento y 30 pisos.
- Condición: 	En Uso.
- Rango: 	
  - En México: 25º lugar, 2011: 46º lugar
  - En Ciudad de México: 23º lugar, 2011: 34º lugar
  - En Polanco: 4º lugar, 2011: 5º lugar